# Väckelsång
Väckelsång è un'area urbana della Svezia situata nel comune di Tingsryd, contea di Kronoberg.
La popolazione risultante dal censimento 2010 era di 905 abitanti .